# Kiss István (építész, 1857–1902)
Kiss István (Körösladány, 1857. május 4. – Budapest, 1902. január 9.) magyar építész, műegyetemi magántanár.

## Élete
Középiskolai tanulmányait a nagyváradi és budai főgimnáziumban és a budapesti IV. kerületi főreáliskolában, egyetemi éveit pedig mint ösztöndíjas és pályadíjjal kitüntetett hallgató 1875-től a királyi magyar József-műegyetemen végezte. 1878-ban Németországban, Franciaországban és Angliában tett tanulmányutazásokat és az építészi oklevelet (mely az első építészi oklevél volt hazánkban) 1880-ban nyerte el. Már műegyetemi évei alatt 1876-tól 1880-ig a budapesti IV. kerületi főreáliskolánál, 1880-tól 1882-ig pedig a királyi József-műegyetemen mint tanársegéd működött. 1882-től 1885-ig a vallás- és közoktatási minisztériumtól nyert ösztöndíjjal külföldön tartózkodott. Ez alatt növendéke volt a Theophil Hansen báró mesteriskolájának a bécsi császári és királyi képzőművészeti akadémián; továbbá másfél évig ugyancsak Bécsben Schmidt Frigyes bárónak (a híres dóm-építőnek) atelierjében volt alkalmazva a Stiftungshaus építésénél. Visszatérve külföldről a királyi József műegyetemen magántanári képesítést nyert és utána ezen minőségben ott működött. Az 1890-es években szinte kizárólag igazságügyi épületeket tervezett.
Az Országos Magyar Gazdasági Egyesület könyvkiadó vállalatának bizottsági tagja; a VIII. nemzetközi közegészségügyi és demográfiai kongresszus szakosztályi titkára; a millennáris kiállítás történelmi főcsoportjának bizottsági tagja és az I. magyar országos technikus kongresszuson az országos törvényszéki műszaki tanács életbeléptetésére vonatkozó javaslat előadója volt. A Magyar Mérnök- és Építész-Egylet választmányának, egyleti tanácsának és könyvkiadó vállalata bizottságának tagja; a Magyar Iparművészeti Társulat és az országos közegészségügyi tanács rendkívüli tagja.
Több évig munkatársa volt az Építő-Ipar c. műszaki hetilapnak, a Közteleknek (építészeti rovatát vezette); terjedelmesebb munkálatai a Magyar Mérnök- és Építész-Egylet Közlönyében és az Első Magyar Technikus Congressus irataiban.
1901 decemberében régi vesebaja kiújult és 1902. január 9-én életének 45. évében elhunyt. Két fiú maradt utána: Kiss László (1887–1925) építész és ifjabb Kiss István (1889–1960) gépészmérnök.

## Írásai
- A szent-margittai kő. Budapest. 1884.
- Északnyugati Európa építészete. Budapest. 1885.
- A ferde dongaboltozatok kőszerkezetei. Budapest. 1886. Hat tábla rajzzal. (Mind a három különnyomat a Magyar Mérnök- és Építészet-egylet Közlönyéből.)

## Ismert épületei

### Budapesten
- 1893–1897: László-ház, 1088 Budapest, József körút 2.[2]
- 1894–1898: Szülészeti és Nőgyógyászati Klinika (ma: Semmelweis Egyetem I. számú Szülészeti és Nőgyógyászati Klinika), 1088 Budapest, Baross u. 27.[4][5]
- 1896 k.: Lakóház, Budapest, Váci u. 65.[2]
- 1896 k.: Lakóház, Budapest, Veres Pálné u. 29.[2]
- 1897: Gyermekmenhely (ma: Közgazdasági Politechnikum Alternatív Gimnázium), Budapest, Vendel utca 3.[6]
- 1898–1900: II. Számú Sebészeti Klinika (ma: Semmelweis Egyetem Transzplantációs és Sebészeti Klinika), 1082 Baross u. 23–26.[7]
- 1898: Lakóház, 1082 Budapest, Üllői út 80.[2]
- 1899–1900: Saját lakó és bérháza, 1093 Budapest, Lónyay u. 17.[2]
- 1902: Lakóház, 1092 Budapest, Hőgyes Endre u. 7-9.[2]
- 1903: Budai Irgalmasrendi Kórház, 1027 Budapest, Frankel Leó út 17-19. (Fligauf Károllyal közösen)[8]

Egy ideig neki tulajdonították a Szent János Kórház (1125 Budapest, Diós árok 1–3.) építését is, de az újabb kutatások szerint ez Barcza Elek alkotása.

### Vidéken
- 1885–1887: Veszprémi Megyeháza, 8200 Veszprém, Megyeház tér 1.[2]
- 1896–1897: Kalocsai Törvényszék (ma: Kalocsai Járásbíróság), 6300 Kalocsa, Szent István utca 46-48.[2][11]
- 1896–1897: Kalocsai Fegyház és Börtön, 6300 Kalocsa, Szent István király út 26.[12]
- 1898–1902: Borsod-Abaúj-Zemplén Vármegyei Büntetés-végrehajtási Intézet, 3525 Miskolc, Fazekas u. 4.
- 1899: Miskolci Igazságügyi palota (ma: Miskolci Járásbíróság, Miskolci Törvényszék), 3525 Miskolc, Dózsa György út 4. (egyes kutatások Jablonszky Ferencet valószínűsítik tervezőként)[13]

Egyes források az ő nevéhez kötik a Komáromi Törvényszék (ma: Komáromi Járásbíróság, 2900 Komárom, Beöthy Zsolt u. 26.) terveit is, azonban részletesebb kutatások szerint az épület jóval Kiss István halála után, 1929–1930-ban épült fel  Brüll Ignác tervei szerint.

### Határon túli területeken
- 1890–1893: Székelyföldi Iparmúzeum, Marosvásárhely, Strada Horea 24.[15]
- 1893: Pénzügyi Palota, Nagybecskerek, Subotićeva 1.[16]
- 1898: Törvényszék, Nagyvárad, Parcul Traian 10.[17]
- 1898–1899: Törvényszék, Déva[2][17]
- 1900–1902: Igazságügyi palota, Brassó, Bulevardul Eroilor 5.[2][17]
- Törvényszék, Marosvásárhely[2]
- Törvényszék, Lőcse[2]
- Törvényszék, Nyitra[2]
- Törvényszék, Besztercebánya

### Tervben maradt épületek
12 alkalommal vett részt tervpályázatokon.  Ismertek ezek közül:
- 1896: Jézus Szíve templom, Ditró (ma: Ditrau), Románia (az épület végül Kladek István tervei szerint épült fel)[19]
- 1902 k.: Igazságügyi Minisztérium, Budapest, Zoltán utca – Akadémia utca[2]
- 1902 k.: Egyetemi Kísérleti Kór- és Gyógyszertani Intézetre, Budapest, Mária utca – Pál utca sarok[2]

## Képtár

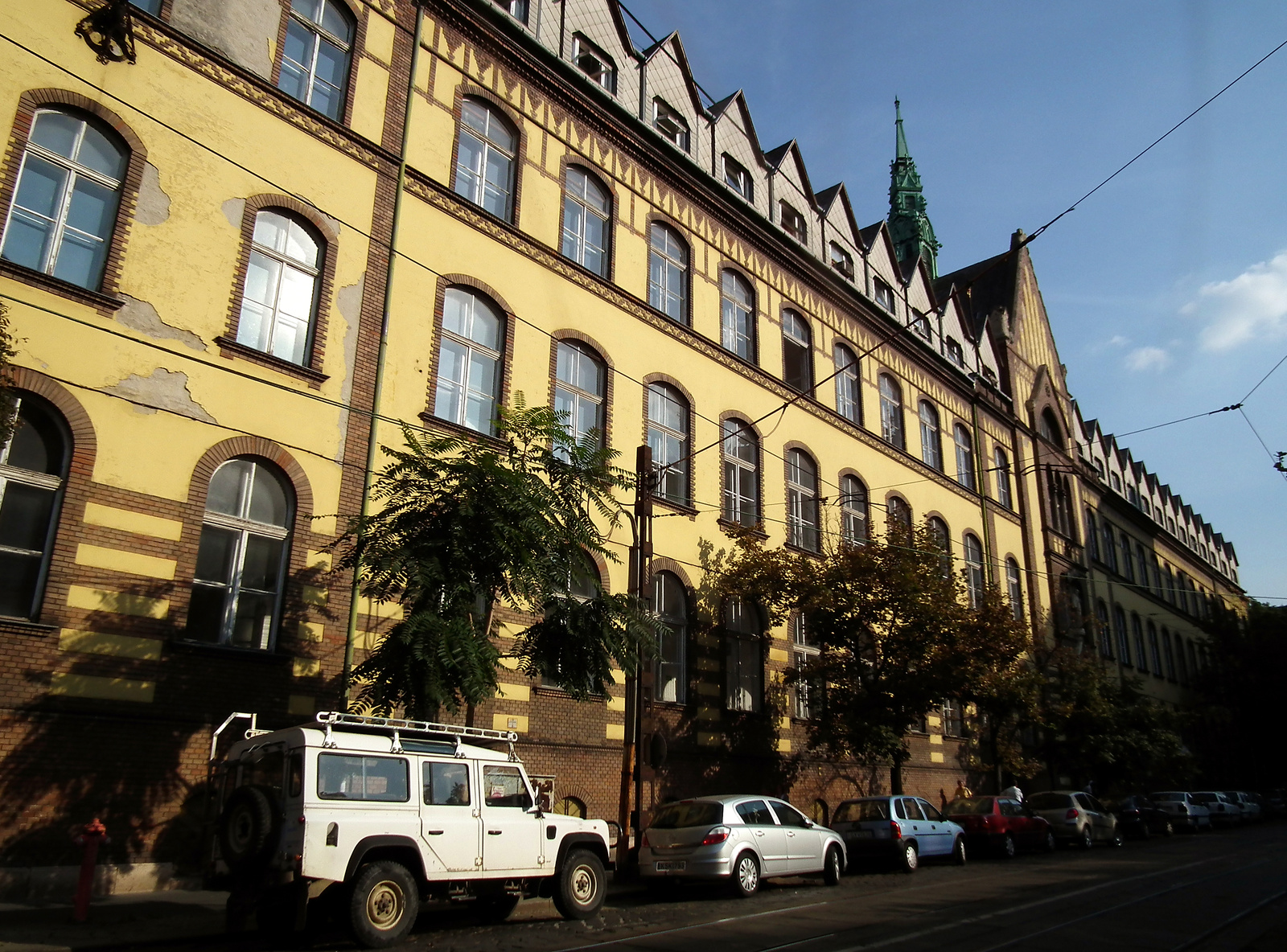
Budai Irgalmasrendi Kórház
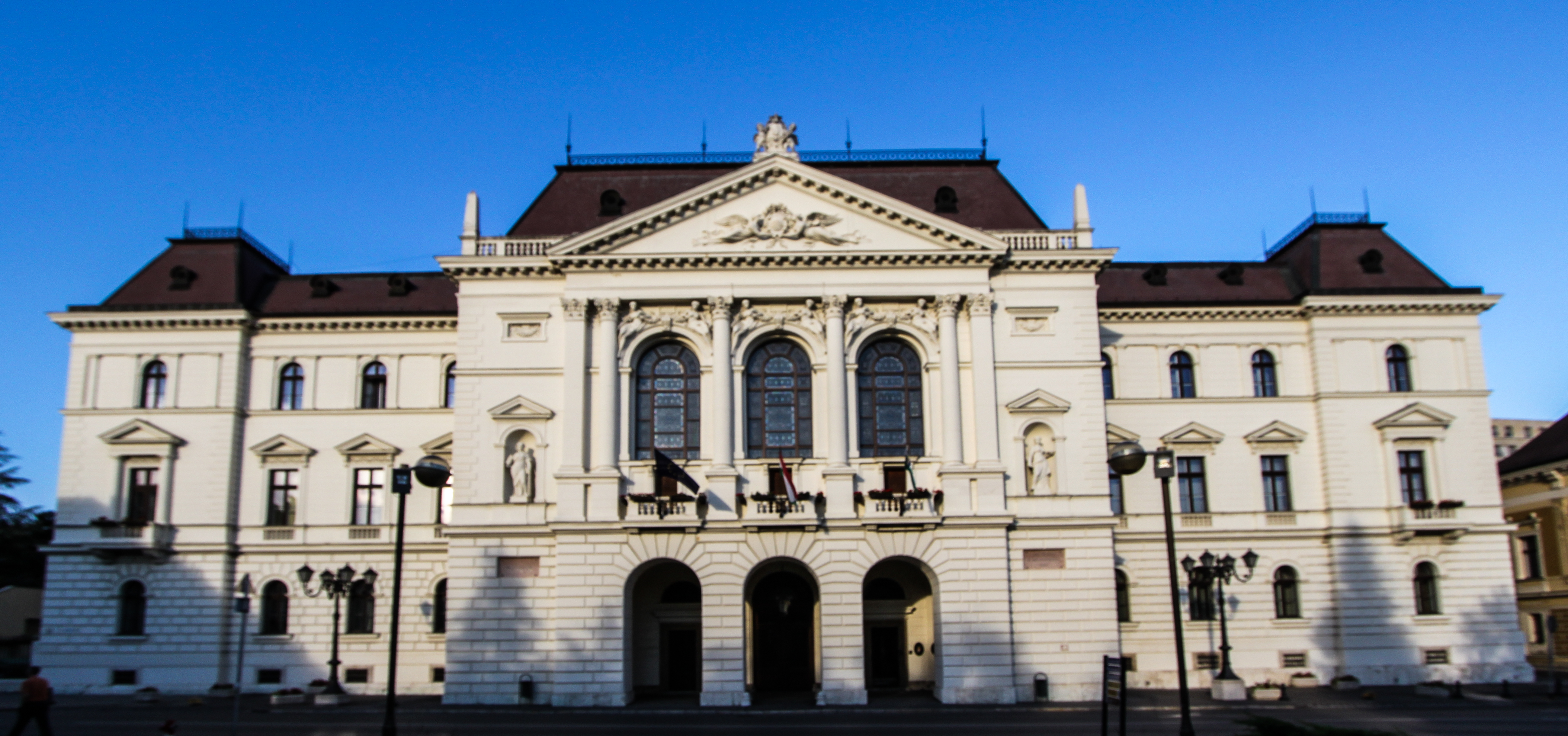
Megyeháza, Veszprém
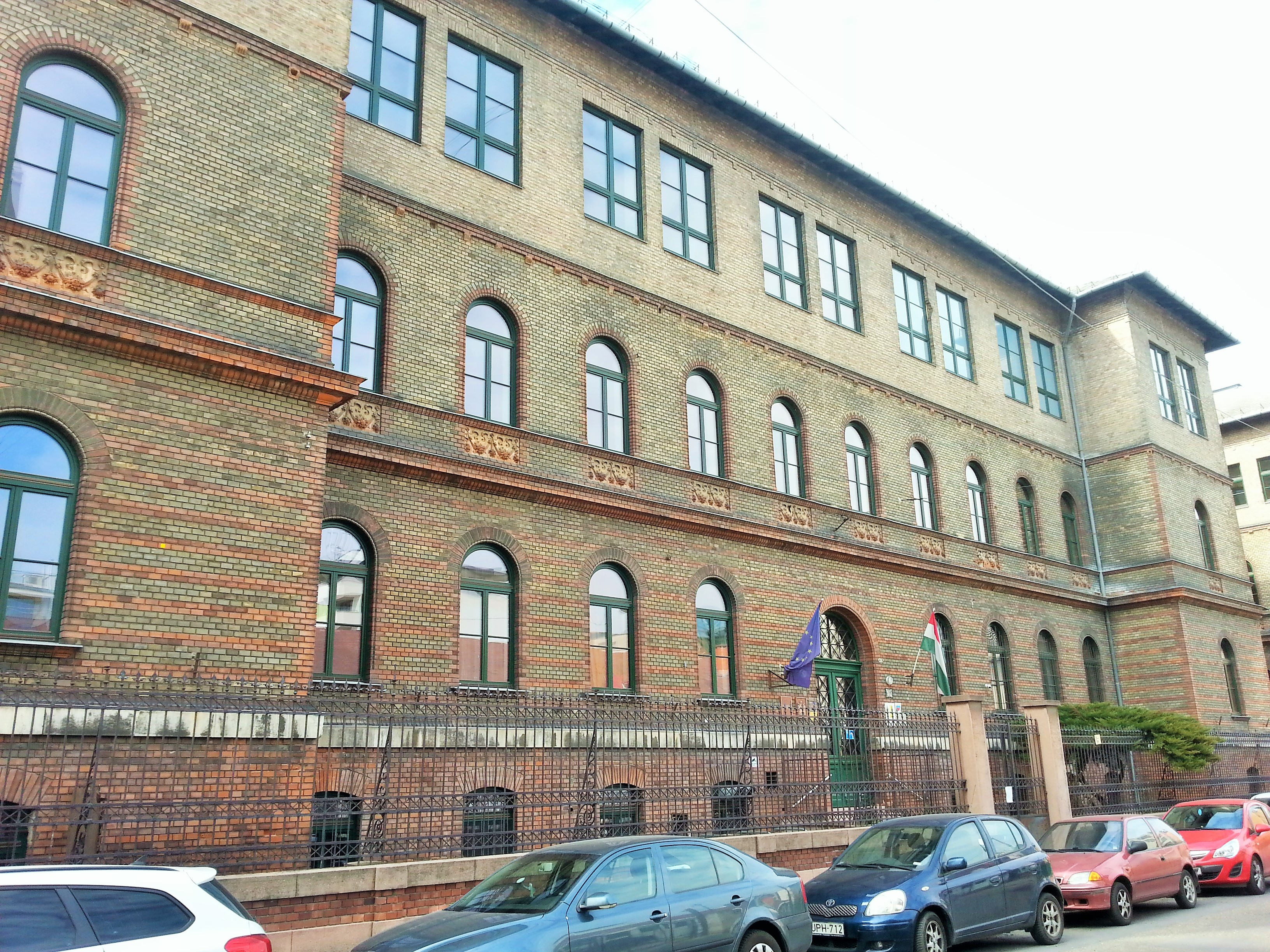
Gyermekmenhely, Budapest
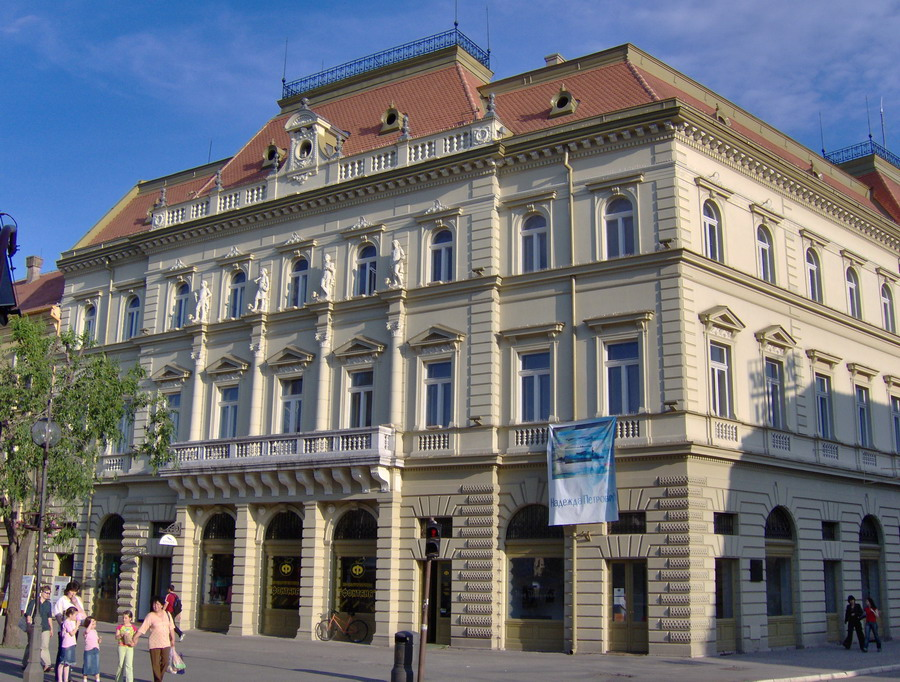
Pénzügyi Palota, Nagybecskerek
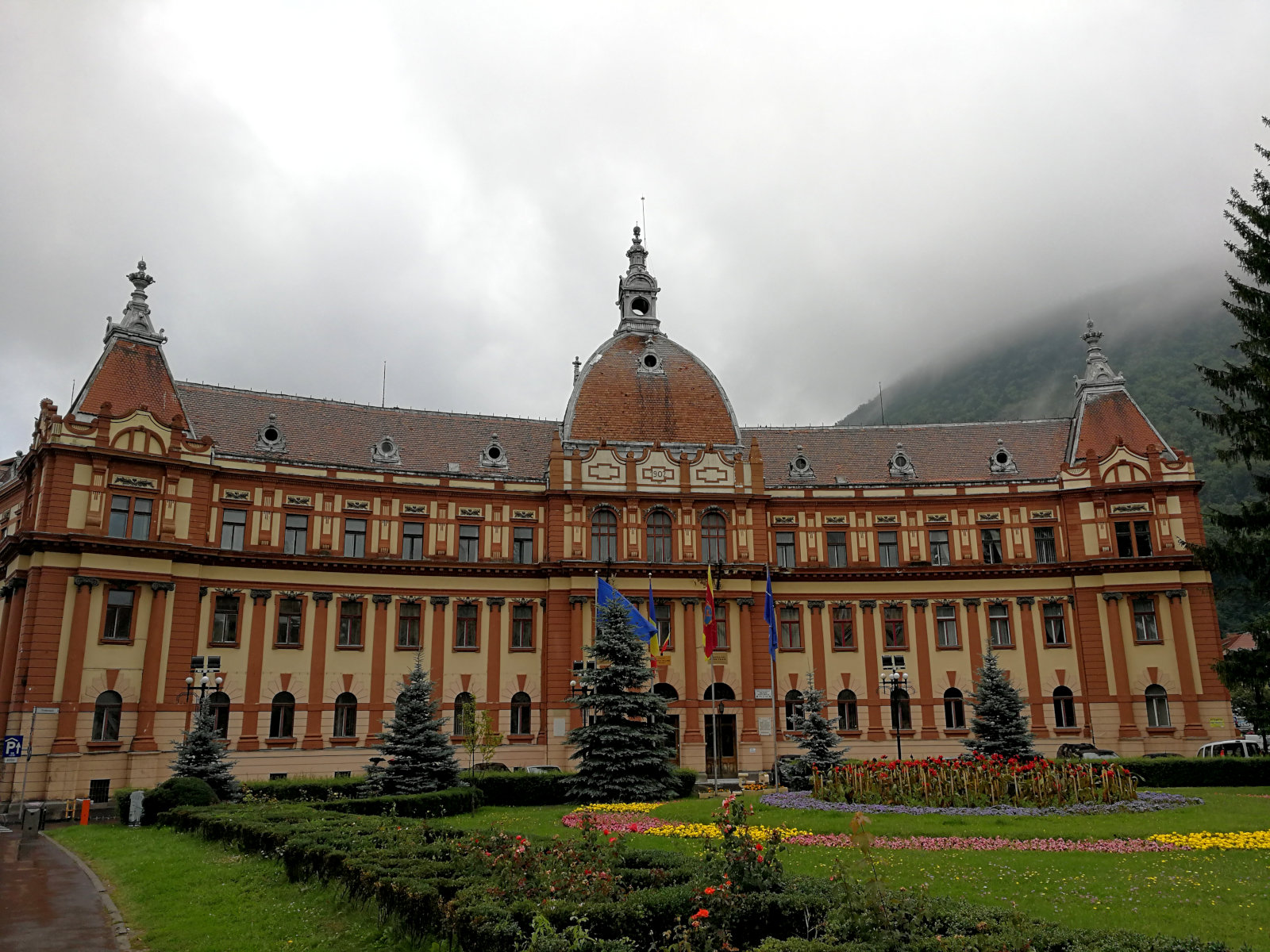
Igazságügyi palota, Brassó
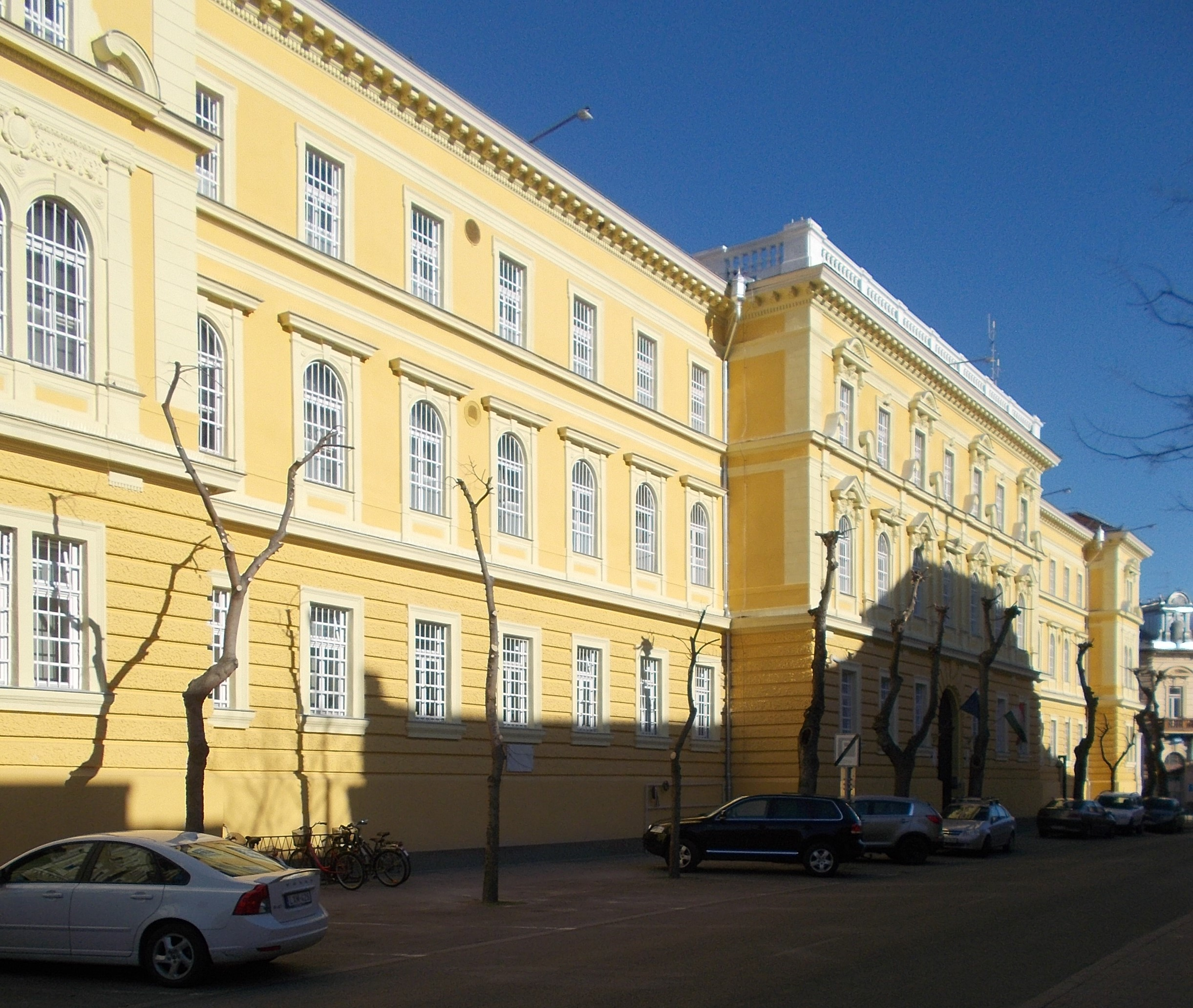
Kalocsai Fegyház és Börtön
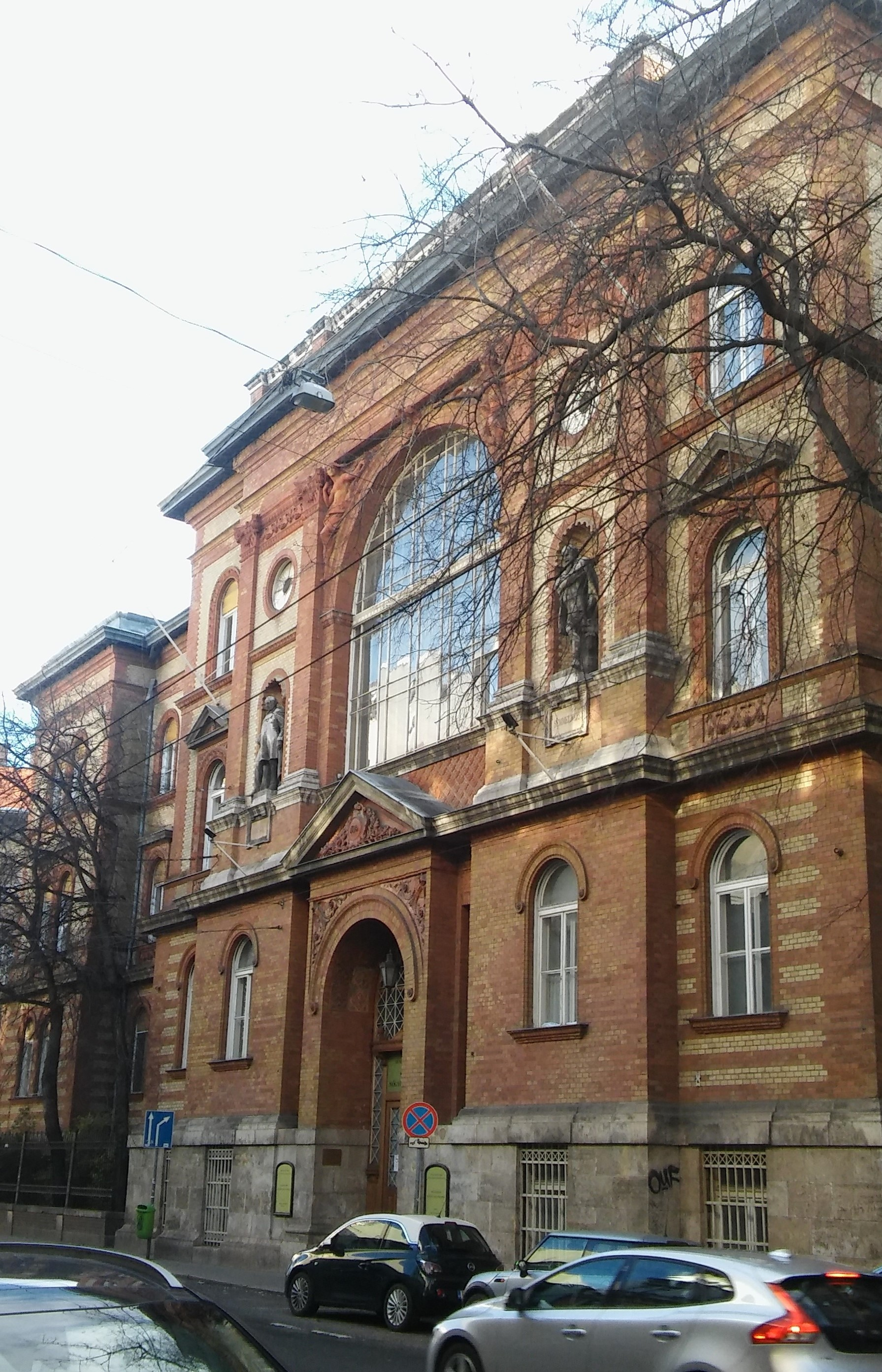
I. számú Szülészeti és Nőgyógyászati Klinika
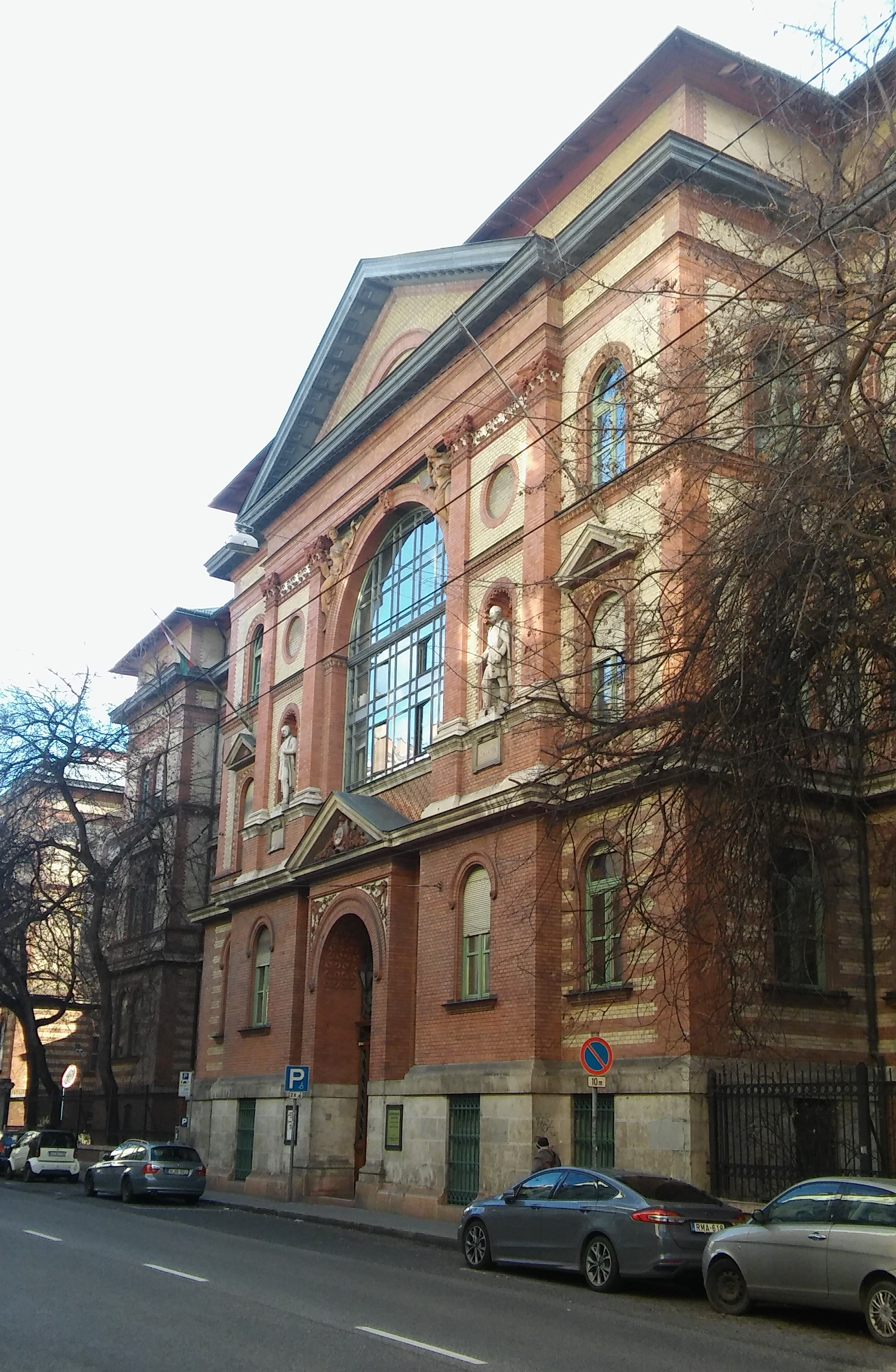
II. Számú Sebészeti Klinika